# ヨーナス・ウイモネン
ヨーナス・ユッシ・ビエッコ・ウイモネン（芬: Joonas Jussi Veikko Uimonen、1998年8月17日 -）は、フィンランドのカンタ＝ハメ県ハメーンリンナ出身のプロアイスホッケー選手である。ポジションはDF。アジアリーグアイスホッケーのH.C.栃木日光アイスバックスに所属。

## 経歴
アイスホッケー選手としてのキャリアをハメーンリンナ球技クラブにて開始する。Aジュニアだった2016-17年シーズンは怪我の為試合出場は無い。
2018-19年シーズンはSM-リーガに所属のトップチームとジュニア契約を結んだ ものの、Aジュニアで全試合出場した 。
2019-20年シーズンはメスティスのヘイノラ・ペリタットに移籍。シーズン序盤にチャンピオンズホッケーリーグに参加しているラハティ・ペリカンズに補強選手としてレンタル移籍。ここでも出場機会を得ている。
2020-21年シーズンから2シーズンはメスティスのFPSに在籍 。
2022-23年シーズンはエルステリーガのハンガリーのチームであるブダペスト・イェグコロン・アカデミアHCに移籍。
2023-24年シーズンはポーランドホッケーリーグのKSウニア・オシフィエンチムに移籍。
2025年7月17日にアジアリーグアイスホッケーのH.C.栃木日光アイスバックスに移籍。背番号は77。

## 脚註
1. ↑  “HPK sopimuksiin viiden junioripelaajansa kanssa”. hpk.fi.   HPK Liiga Oy (2018年6月19日). 2019年10月15日閲覧。
2. ↑  “ヨーナス・ウイモネン”. エリートプロスペクト. 2025年7月22日閲覧。
3. ↑  “Pelicans päättää CHL:n ryhmävaiheen Pavel Vorobein kotikaupungissa”. pelicans.fi. 2019年10月15日閲覧。
4. ↑  Champions Hockey League (CHL) AG (2019年10月15日). “Matches”. championshockeyleague.com. 2019年10月15日閲覧。
5. ↑  Forssan Palloseura oy (2020年7月2日). “Palloseuran puolustukseen lisää Mestis-kokemusta”. forssanpalloseura.fi. 2020年7月2日閲覧。
6. ↑  Forssan Palloseura oy (2021年7月6日). “Uimonen jatkaa, maalin suulle uutta väriä”. forssanpalloseura.fi. 2021年7月6日閲覧。
7. ↑  Budapest Jégkorong Akadémia Hockey Club (2022年6月30日). “Isten hozott, Joonas Uimonen!” (ハンガリー語). facebook.com. 2022年9月1日閲覧。
8. ↑  “Suomalaispuolustaja Joonas Uimonen siirtyy Puolaan – Japyh.com – Turistaan ku keritään”. www.japyh.com. 2024年8月13日閲覧。
9. ↑  “新加入選手のお知らせ　No.77 ヨーナス・ウイモネン（Joonas Uimonen)選手”. H.C.栃木日光アイスバックス公式. 2025年7月27日閲覧。